# Maynor Figueroa
Maynor Alexis Figueroa Róchez (Jutiapa, 1983. május 2. –) hondurasi válogatott labdarúgó, jelenleg a Houston Dynamo játékosa. Posztját tekintve belsővédő.

## Sikerei, díjai
CD Olimpia
- Hondurasi bajnok (4): 2003–04 Clausura, 2004–05 Clausura, 2005–06 Apertura, 2005–06 Clausura

Wigan
- FA-kupa győztes (1): 2012–13

FC Dallas
- US Open Cup győztes (1): 2016
- Supporters' Shield győztes (1): 2016

## Külső hivatkozások
- Maynor Figueroa adatlapja a Soccerway oldalon (angolul)
- Maynor Figueroa a national-football-teams.com honlapján